# ستيورات هامبشاير
السير ستيورات هامبشاير (1 أكتوبر 1914-13يونيو 2004) فيلسوف إنجليزي وناقد أدبي ومسؤول جامعي، وأحد المفكرين والمناهضين للفلسفة العقلانية في أكسفورد والذي أعطى بدوره توجهاً جديداً للفكر الأخلاقي والسياسي في عصر ما بعد الحرب العالمية الثانية.
حياته (بالإنجليزية: Stuart Hampshire)‏
ولد هامبشاير في هيلنيج بمقاطعة لينكولنشاير في إنجلترا وهو أبن لجورج نيوتن هامبشاير تاجر أسماك بالقرب من منطقة Grimsby . تلقى تعليمه في مدرسة Lockers park حيث درس Guy Burgess(الذي كان دبلوماسياً بريطانياً وعميلاً سوفيتياً)، ومدرسة ريبتون وكلية Balliol في أكسفورد، وحصل على شهادة جامعية كباحث في التاريخ، ولم يقتصر على ذلك فقط، بل تحول إلى دراسة المزيد من الأدب البشري وأنغمس في دراسة الرسم والأدب، كما كانت ثقافته في Balliol فإن تطوره الفكري يرجع إلى معاصيره الموهوبين أكثر من المعلمين والأكادميين للحصول على الدرجة الأولى مع مرتبة الشرف
في عام 1936 حصل على منحة دراسية بكلية All of souls بأكسفورد. حيث بحثَ ودرّس الفلسفة في البداية كمتمسك بمذهب الوضعية المنطقية، وشارك في مجموعات نقاش غير رسمية مع بعض الفلاسفة البارزين في عصره أمثال J. L. Austin،  H. L. A. Hart و Isaiah Berlin.
في عام 1940 عند نشوب الحرب العالمية الثانية. تطوع في الجيش ولكن بسبب أفتقاره للمؤهلات الجسدية حصل على تكليف في موقع آخر، فتم أعارته إلى المخابرات العسكرية بالقرب من لندن حيث عمل مع زملاء من أكسفورد مثل Gilbert Ryle و Hugh Trevor-Roper وأدت لقاءاته كمحقق مع الضباط النازييين في نهاية الحرب على أصراره على حقيقة الشر.
بعد الحرب عمل لدى الحكومة. قبل أن يستأنف مسيرته المهنية في الفلسفة في فترة ما بين 1947 إلى 1950 حيث قام بالتدريس الجامعي في جامعة وكلية لندن وبعده أصبح عضواً في New College ,Oxford  نشرت أول دراساته «سبينوزا» في عام 1951، وفي عام 1955، وعاد إلى كلية All of Souls
```
أٌشتهِرَ كتابه المبتكر (الفكر والفعل) في عام 1959  والذي جذب الكثير من الأهتمام خصوصاً من زميلته في أكسفورد Iris Murdoch، حيث طرح النظرية القصدية لفلسفة العقل مع الأخذ بعين الأعتبار التطورات في علم النفس وعلى الرغم من أنه أعتبر معظم الفلسفة القارية (الأوروبية) مبتذلة ومخادعة، إلا أن هامبشاير تأثر كثيراً بِ Maurice Merleau-Ponty وأصر على أن فلسفة العقل «قد شوهت بفعل بعض الفلاسفة ممن يعتبرون البشر مسييرين لا مخيرين»  في كتبه اللاحقة سعى هامبشاير إلى تحويل الفلسفة الأخلاقية من تركيزها على الخصائص المنطقية للجمل الأخلاقية إلى ما أعتبره السؤال الحاسم للمشكلات الأخلاقية لأنها تقدم نفسها لنا كعوامل مخيرة. 
```

في عام 1960 أنتخب هامبشاير عضواً في الأكاديمية البريطانية، وأصبح (غروتاً) لفلسفة العقل والمنطق وهو كرسي ممنوح في قسم الفلسفة في كلية لندن الجامعية ليرثً الفيلسوف A. J.  Ayer ، كانت شعبيته تأخذ بالأزدياد على نطاق دولي، وترأس بين العام 1963 و 1970 قسم الفلسفة في جامعة برينستون والذي وجد فيه ملاذا من أجواء لندن المعقدة الذي لم يلائم طرازه الماندرانين، ممثلا بنبرتهِ المتذمره كما ألمح إليها   Ayerفي مذكراته.
في عام 1970 عاد إلى أكسفورد كمدير لكلية Wadham ، وكانت آرائه اليبرالية والأشتراكية واضحة عندما أصبحت Wadham أول كليات أكسفورد التي تستقبل النساء في عام 1974 بعد أن كانت محتكرة للرجال فقط، وأعتبرت وصايا هامبشاير أحد أهم أنجازاته في إعادة إحياء ثروات الكلية وحصل على لقب فارس في عام 1979 وتقاعد من Wadham عام 1984 عندما قبل بالأستاذية في جامعة ستامفورد الأمريكية.
كتب ستيورات هامبشاير بشكل مكثف عن الأدب وموضوعات أخرى لملحق التايمز الأدبي ومجلة نيويورك ريفيوز أوف بوكس وغيرها، وكان رئيس الهيئة الأدبية في مجلس الفنون لسنوات عديدة. في عام 1965 إلى 1966تم أختياره من قبل حكومة المملكة المتحدة لمنحة إجراء مراجعات لفعاليات مكاتب الاتصالات الحكومة البريطانية GCHQ) (.
تزوج من زوجته الأولى  Renée Ayer الزوجة السابقة للفيلسوف   A. J.  Ayer عام 1961، وتوفيت في عام 1980، وفي عام 1985 تزوج من Nancy Cartwright والتي كانت آنذاك زميلته في جامعة ستامفورد، وهي الآن أستاذة بالفلسفة في جامعة Durham وجامعة California بسان دييغو.